# Nicolas Madsen
Pour les articles homonymes, voir Madsen.
Nicolas Madsen, né le 17 mars 2000 à Odense au Danemark, est un footballeur danois qui évolue au poste de milieu défensif au Queens Park Rangers.

## Biographie

### FC Midtjylland
Né à Odense au Danemark, Nicolas Madsen est formé par le Næsby BK avant de rejoindre le FC Midtjylland en 2015. Il signe son premier contrat professionnel dès ses 15 ans, le 17 mars 2015. Il joue son premier match en professionnel le 26 septembre 2018, lors d'une rencontre de coupe du Danemark face au Dalum IF (en). Il entre en jeu en cours de partie lors de ce match remporté par les siens sur le score de deux buts à un, après prolongations.
Madsen joue son premier match de Superligaen le 15 septembre 2019 face au Lyngby BK. Il entre en jeu à la place d'Emiliano Marcondes et son équipe s'impose par trois buts à zéro ce jour-là. Il remporte son premier titre en étant sacré Champion du Danemark en 2019-2020.

### SC Heerenveen
Le 31 août 2021, dernier jour du mercato estival, Nicolas Madsen est prêté pour une saison au SC Heerenveen,. Bien qu'il ne s'attendait pas à jouer tous les matchs, Madsen s'installe directement dans le milieu de terrain du SC Heerenveen, devenant tout de suite un titulaire régulier.

### KVC Westerlo
Le 20 juillet 2022, Nicolas Madsen rejoint la Belgique afin de s'engager en faveur du KVC Westerlo. Il signe un contrat de quatre ans,.
Madsen inscrit son premier but pour le KVC Westerlo le 22 octobre 2022, lors d'une rencontre de championnat face au KV Courtrai. Titulaire, il ouvre le score avant de donner une passe décisive pour Nene Dorgeles sur le deuxième but des siens (0-2 score final),.

### Queens Park Rangers
Le 23 août 2024, Nicolas Madsen rejoint l'Angleterre pour signer en faveur des Queens Park Rangers. Il signe un contrat de cinq ans, soit jusqu'en juin 2029.

### En sélection
Le 10 octobre 2019, Nicolas Madsen joue son premier match avec l'équipe du Danemark espoirs face à l'Irlande du Nord. Il entre en jeu à la place de Nikolai Laursen lors de cette rencontre qui se solde par la victoire des danois (2-1).

## Palmarès
FC Midtjylland
- Championnat du Danemark (1) :
  - Champion : 2019-20.